# Jindřich Roudný
Jindřich Roudný (14. února 1924 Fukov – 10. května 2015) byl československý atlet, běžec specializující se na 3000 metrů překážek. V roce 1950 se na této trati stal mistrem Evropy.
Atletice se začal věnovat ve Zlíně koncem druhé světové války, za místní oddíl závodil do roku 1950. V letech 1951–1953 byl členem ATK-ÚDA Praha. Jeho působení v tomto armádním oddíle skončilo poté, co po smrti Josefa V. Stalina z kasáren na napsal domů na korespondenčním lístku „Konečně ten fůsáč natáhl bačkory“.
Při svém premiérovém startu na mistrovství Evropy v roce 1946 obsadil v běhu na 3000 metrů překážek sedmé místo, v roce 1950 na evropském šampionátu v této disciplíně zvítězil. V roce 1952 reprezentoval Československo na olympijských hrách v Helsinkách. Ve svém rozběhu skončil na 5. místě a do finálového běhu nepostoupil. V tomto roce také vytvořil svůj osobní rekord v této disciplíně 9:06,4 (šlo o jeho již třetí národní rekord). Reprezentoval v deseti mezistátních utkáních.